# Wytze Weistra
Wytze Weistra (Assen, Drenthe, 9 mei 1922 – Eelde, (nu: gemeente Tynaarlo), Drenthe, 19 juni 1976) was een Nederlands componist en dirigent.

## Leven
Weistra speelde in verschillende dansorkesten en harmonie- en fanfareorkesten. In 1947 besloot hij de militaire muziek in te gaan en speelde hij bij de kapel van het 1e Infanterie Regiment (later; Johan Willem Friso Kapel, in Assen / nu: Koninklijke Militaire Kapel "Johan Willem Friso"). Naast zijn loopbaan als militair muzikant was hij ook dirigent van verschillende harmonieorkesten.

## Composities

### Werken voor harmonieorkest
- In Galop, voor 3 trompetten en harmonie- of fanfareorkest